# Population Override
Population Override es el duodécimo álbum del guitarrista Buckethead, lanzado en 2004. El álbum cuenta con la colaboración del teclista Travis Dickerson. El trabajo es un tributo a los grandes discos de vinilo de los años 60 y 70 y contiene canciones que no son usualmente lo que se escucha de Buckethead.

## Canciones
1. Unrestrained Growth – 7:47
2. Too Many Humans – 8:28
3. Population Override – 8:37
4. Humans Vanish – 0:33
5. Cruel Reality of Nature – 3:49
6. A Day Will Come – 8:34
7. Earth Heals Herself – 6:38
8. Clones – 4:33
9. Super Human – 4:49
10. ... – 1:34

## Créditos
1. Buckethead: guitarra y bajo
2. Pinchface: batería
3. Travis Dickerson: teclados